# Генари, Николай Константинович
Николай Константинович Генари (22 декабря 1920, с. Коза, Николаевская область — 28 мая 2003, Одесса) — солист-гобоист, музыкальный педагог, профессор; принадлежит к числу видных деятелей музыкальной культуры Одессы.

## Биография
В 1940 году окончил Одесское музыкальное училище по классу гобоя преподавателя Ю.Штрома и поступил в консерваторию, но война на долгие годы прервала учёбу.
С 1941 года работал в симфонических оркестрах радиокомитета, филармонии, оперного театра.
С 1941 г. — солист Одесского театра оперы и балета, где проработал тридцать лет.
Именно здесь раскрылся его исполнительский талант в неповторимом, только ему присущим звучании инструмента . Вспоминаются соло гобоя в «Лебедином озере» П. И. Чайковского, «Жизели» А. Адана, «Аиде», «Риголетто», «Травиате» Дж. Верди, завораживающие звуки английского рожка в «Князе Игоре» А. Бородина, «Хованщине» М. Мусоргского, «Катерине» Н. Аркаса и др.
Исполнительскую работу совмещал с учёбой в Одесской государственной консерватории им. А. В. Неждановой, которую окончил в 1957 году (класс П. Поползина).
Педагогическую деятельность начал в музыкальной школе N3, затем в одесском музыкальном училище, с 1962 г. по 2003 г. вёл класс гобоя в ОГК им. А. В. Неждановой.
Его выпускники работают не только в различных городах Украины, но и по всему миру.
Среди них: Л. Белинский, Р. Кутузов, Г. Кастулин , И. Рыбак(США),В. Масылюк (Бразилия), Ди Зу (Китай), М. Орфеев (Россия), Б. Мухаметдинов (Азербайджан), Л. Потебня (Латвия), лауреат Нац. Конкурса Н.Кононов, П. Бовкун, В. Сухенко (Киев), Н. Жуков, О. Ситарский (Днепропетровск), Р. Максимюк (Ивано-Франковск) М. Армейцев, Л. Васильев (Харьков), Ю. Полтавец (Черкассы), доц. В. Ёркин (Мелитополь) засл. артист Молдовы Р, Кучер, Ю Серебри, В. Семешко, Ю. Шпилей, О. Маринич, Ю. Белокуров, И. Шаварский, Г. Киба,В. Хлюстов, А. Чупыра, А. Литовченко, Ю. Белокуров и др.
Многолетний оркестровый опыт Н. К. Генари нашёл отражение в его методических разработках: «Рекомендации по изучению соло гобоя в симфоническом творчестве М. И. Глинки», «Исполнительская трактовка соло гобоя при анализе сценического действия в опере „Евгений Онегин“ П. И. Чайковского», «Рекомендации по исполнительской трактовке соло гобоя в балете П. И. Чайковского „Лебединое озеро“».
Такие личности, как профессор Генари, запоминаются надолго. Его стихийная, внутренняя сила, темперамент, щедрая душа, отзывчивость, волевой характер, душевная молодость и остроумие, часто дарили людям незабываемые минуты восхищения этим человеком. Он никогда не унывал, превосходно умел рассказывать забавные истории. Его энергичная и одарённая душа затрагивала и другие сферы и творчества — он писал стихи и музыку, а три «Вальса» Н. Генари пополнили репертуар духовых оркестров.
Н. К. Генари по праву можно назвать основателем одесской исполнительской школы игры на гобое.